# Centro Cultural de Belém
O Centro Cultural de Belém (CCB) localiza-se na praça do Império, freguesia de Belém, na cidade e no município de Lisboa, no distrito de Lisboa, em Portugal.
Foi concebido originalmente para acolher a sede da presidência portuguesa da União Europeia e posteriormente para desenvolver atividade cultural. Atualmente alberga o Museu de Arte Contemporânea - Centro Cultural de Belém, entre outros equipamentos culturais.
O Centro Cultural de Belém está classificado como Imóvel de Interesse Público desde 2002.
Alguns dos espetáculos organizados pelo Teatro Nacional de São Carlos são levados à cena no palco do grande auditório do Centro Cultural de Belém.

## História
Foi iniciado em setembro de 1988 e concluído em setembro de 1993. Na base da sua construção esteve a necessidade de um equipamento arquitetónico, que pudesse acolher, em 1992, a presidência portuguesa da União Europeia, e que, ao mesmo tempo, pudesse permanecer, como um pólo dinamizador de atividades culturais e de lazer. O seu projeto definitivo foi decidido no início de 1988. Após de acolher a presidência da União Europeia, ele é transformado em um centro cultural e de conferências em 1993.
A sua polémica implantação teve como fundamento, o facto de assinalar o ponto de partida dos descobrimentos marítimos, à semelhança da Torre de Belém e do Padrão dos Descobrimentos. O simbolismo associado a esta localização, é confirmado pela escolha na década de 1940, da grande Exposição do Mundo Português. O CCB veio ocupar o mesmo espaço que foi destinado a instalar o Pavilhão "Portugueses no Mundo" e as "Aldeias Portuguesas".
Por concurso internacional, e 57 projetos acolhidos, foi selecionada a proposta do arquiteto português Manuel Salgado e do consórcio do arquiteto italiano Vittorio Gregotti. De cinco módulos apresentados no projeto, apenas foram construídos, três; o Centro de Reuniões, o Centro de Espetáculos e o Centro de Exposições.

## Projeto
- O Centro de Reuniões, constituído pelo Grande Auditório (1700 m2) e Pequeno Auditório (600 m2) e 14 salas (entre 24m2 e 314 m2), foi pensado para acolher, de forma privilegiada, congressos e reuniões de qualquer natureza ou dimensão, através de equipamentos e acabamentos de qualidade. A estrutura passou também a incluir os serviços gerais de funcionamento do CCB, várias lojas, um restaurante, dois bares e duas garagens abertas a utilizadores.
- O Centro de Espetáculos, é o núcleo da produção e apresentação de carácter artístico e cultural do CCB. Três salas equipadas para acolher diversos tipos de espetáculo, desde o cinema à ópera, do bailado ao teatro ou qualquer tipo de género musical. O grande auditório acomoda 1429 lugares, o pequeno auditório tem uma lotação de 310 lugares e a Sala de Ensaio comporta 85 lugares.
- O Centro de Exposições, composto por um conjunto qualificado de áreas expositivas divididas por quatro galerias que apresenta e produz exposições de artes plásticas, arquitetura, design e fotografia. Lojas e uma cafetaria completam a estrutura e ainda um espaço destinado ao tratamento e armazenamento de peças de arte.

O CCB ocupa hoje uma área de construção de 97 mil metros quadrados, por seis hectares. As paredes do complexo são aproximadamente 36 mil metros quadrados, cobertas por pedra calcária Abancado de Pero Pinheiro com acabamento Rústico Gastejado assente em suportes metálicos.
Possui vários espaços ao ar livre que podem ser frequentados pelo público, nomeadamente os Jardins da Commenda, das Oliveiras e da Água, o Caminho Pedonal e a Praça CCB (1140 m2).
O módulo do lado este do edifício do CCB obstrui parcialmente a vista desimpedida que existiu durante séculos entre o Mosteiro dos Jerónimos e a margem do rio Tejo.

## Programa cultural
Abriu como centro cultural e de conferências em 1993, destacando-se no seu programa a música, artes teatrais e fotografia.
Recebeu um museu de design com uma colecção de peças datadas de 1937 até aos nossos dias. De existência curta e conturbada, o museu de design encerrou definitivamente, no dia 31 de agosto de 2006.
Aos fins de semana Centro Cultural de Belém, enche-se de visitantes, que para além dos programas culturais habituais que oferece, podem usufruir da presença de artistas de rua, atores, e outras manifestações públicas de arte, performances, etc. Albergou entre junho de 2007 e dezembro de 2022 o Museu Coleção Berardo, e subsequentemente o Museu de Arte Contemporânea - Centro Cultural de Belém, inaugurado oficialmente em outubro de 2023.
De outubro de 2009 a janeiro de 2010 a exposição "Amália, Coração Independente" esteve presente neste monumento, em conjunto com o Museu da Eletricidade.
Durante o fim-de-semana realizam-se visitas guiadas gerais, temáticas, ciclos de conferências, debates e atividades para famílias.

## Jardins
O CCB é composto por diversas áreas ajardinadas, de destaque o Jardim das Oliveiras, o Jardim da Água e o Jardim do Rio.
O Jardim das Oliveiras, de utilização pública mais intensiva, encontra-se situado no limite sul. Um conjunto de oliveiras que lhe dá sombra é elemento de destaque neste jardim.
O Jardim da Água, situado na zona norte do edifício e com acesso direto pela Rua Bartolomeu Dias, é uma das entradas do Museu Coleção Berardo.
O Jardim do Rio, uma das áreas ajardinadas de menor dimensão, deve o seu nome pela sua vista privilegiada para o rio Tejo.
Com vista para os jardins de relvados geométricos e oliveiras, do seu restaurante e cafetaria, pode apreciar-se o cais e o rio Tejo, ali tão perto.

## Curiosidades
- 1600 km de cabos elétricos.
- 15 mil lâmpadas.
- 280 quadros elétricos.
- 2600 sensores de incêndios, gás e intrusão
- 700 sensores de temperatura, humidade e pressão.
- 19 elevadores e monta-cargas.
- 1300 portas e portões.
- 550 ventiladores, caixas e unidades de ar condicionado.

## Futuro
Em janeiro de 2017, Elísio Summavielle, presidente do Centro Cultural de Belém, anunciou que o CCB ia ter um hotel de cinco estrelas e mais lojas.
As obras em causa, previstas para durar três anos, serão financiadas por privados. O concurso público internacional arranca em 29 de novembro de 2018 — os dois novos blocos (os módulos 4 e 5) vão ser concessionados por 50 anos, renováveis, a quem fizer a melhor oferta. Durante o período de concessão, a Fundação CCB vai receber um mínimo de 900 mil euros anuais. 
O hotel estará voltado para o rio Tejo, com a entrada a situar-se na Avenida de Brasília. O edifício previsto receber os escritórios e as lojas ficará virado para a Rua Bartolomeu Dias.

## Galeria

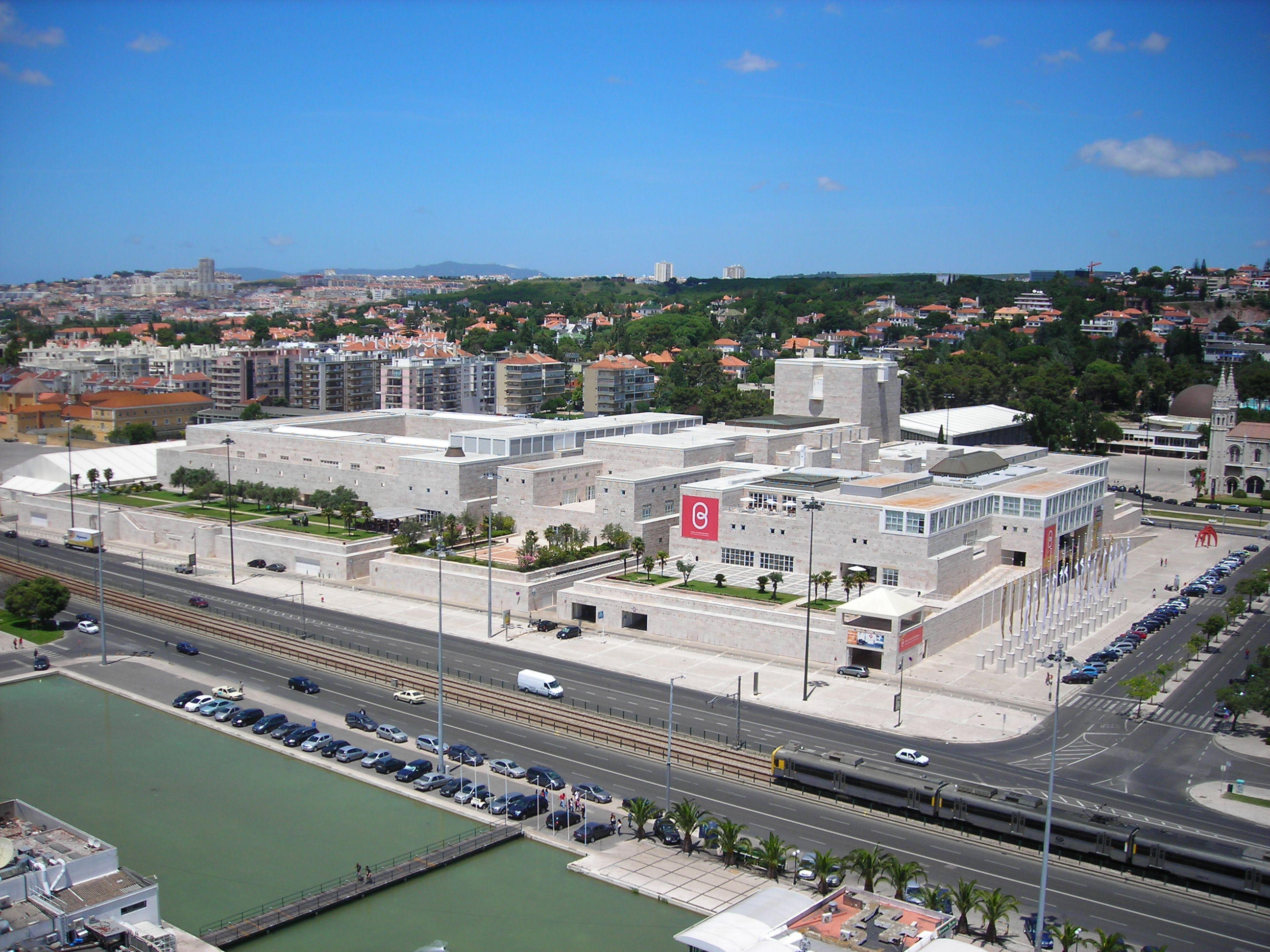
Vista aérea
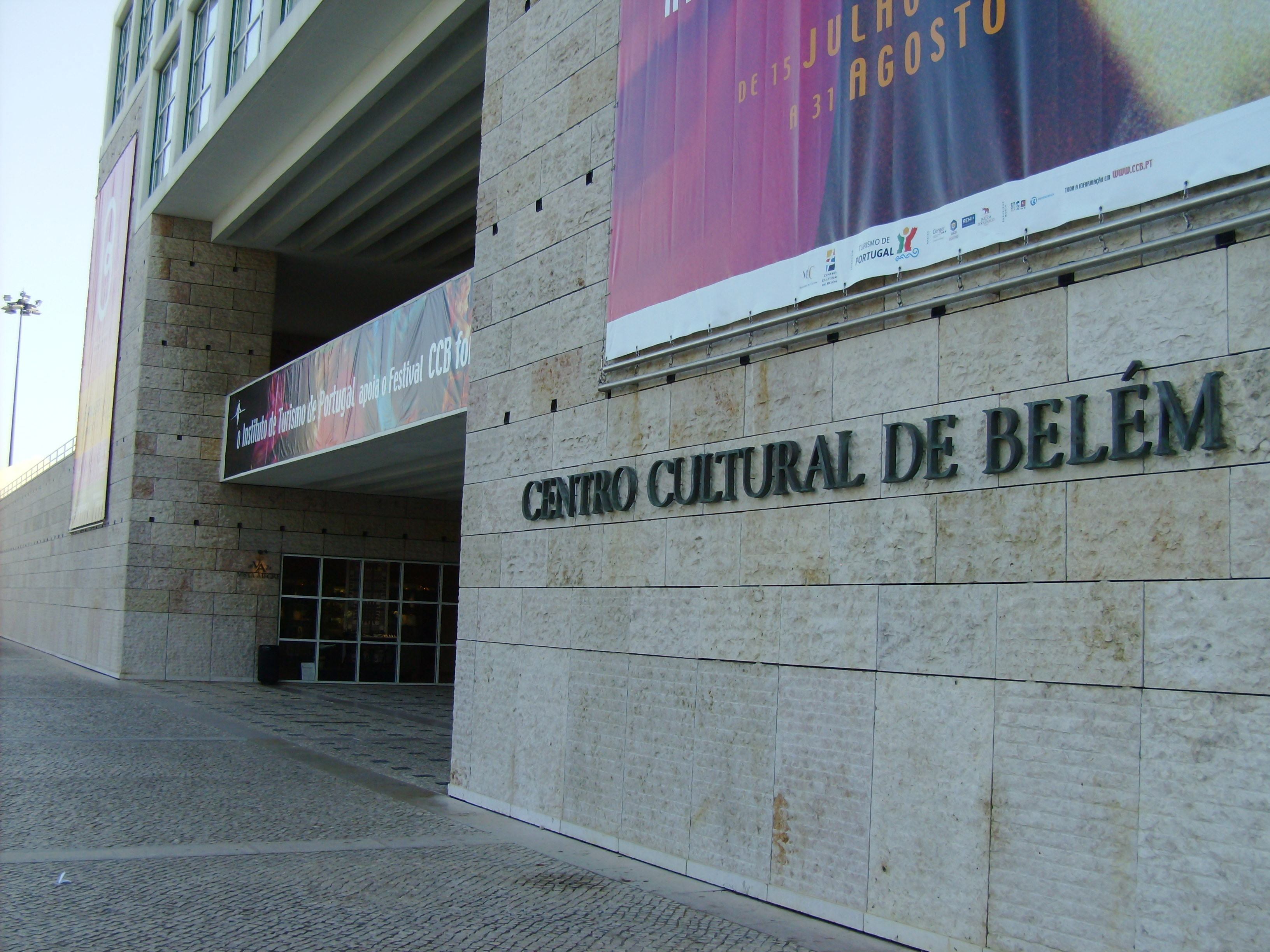
Entrada
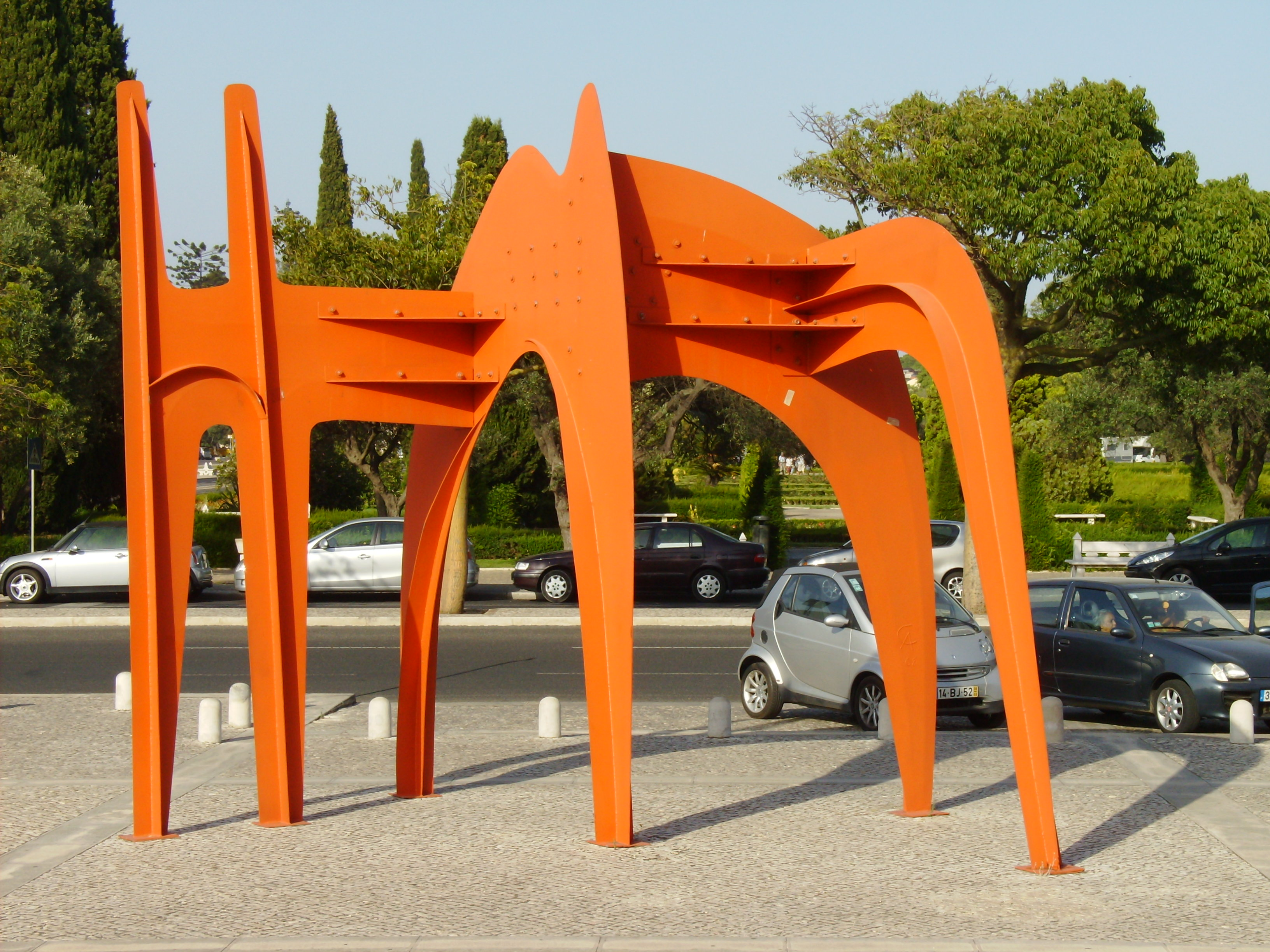
Alexander Calder (1898-1976). Untitled (1968). Aço pintado
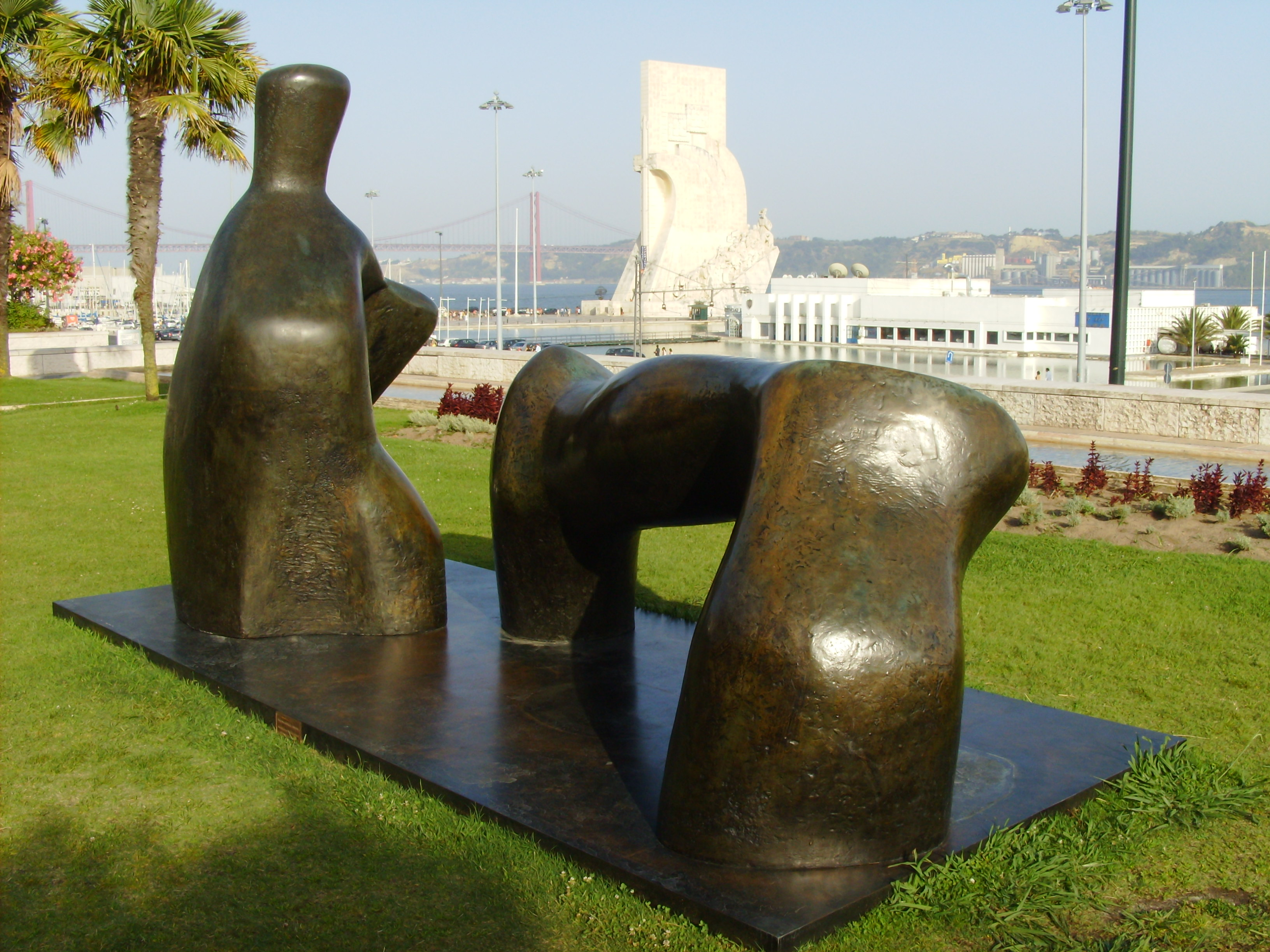
Henry Moore (1898-1986). Reclining figure: Arch Leg (1969-1970). Bronze